# Popzene
A popzene manapság az egyik leggyakrabban használt összefoglaló kifejezés a népszerű könnyűzene, illetve a szórakoztató zene modern stílusirányzataira. Nem tartozik a fogalma alá:
- a népzene, de a folknak nevezett irányzat (például Joan Baez, Bob Dylan korai számai) igen;
- a klasszikus zene átdolgozása általában (például Swingle Singers), de bizonyos feldolgozások (például Bartók Béla Allegro Barbaro című műve vagy Muszorgszkij Egy kiállítás képei című ciklusa az Emerson, Lake & Palmer előadásában (Pictures at an Exhibition), vagy akár Johann Sebastian Bach műveinek elemei a Procol Harum vagy az Ekseption előadásában) igen.

## A popzene kialakulása Amerikában
A popzene a 20. század ötvenes éveiben, a rock and roll kialakulásával az Egyesült Államokban létrejövő szórakoztatóipari ág, a popkultúra része és paradox módon annak létrehozója. Újdonság, hogy a gyártás, a terjesztés, az eladás szakaszában egyaránt minden addiginál tudatosabban számol a lehetséges célcsoport(ok) gyorsan változó igényeivel, mi több, igyekszik formálni azt. A popzene a fiatalokat is komoly szokásokkal rendelkező, addig nem látott keresletet generáló fogyasztóknak tekintette, átalakítva ezzel az addig csak felnőttekre alapozott szórakoztatóipart.
A kifejezés utal a populuxe-ra is, amely az Amerikai Egyesült Államokban az 1950-es évek elejétől az 1960-as évek elejéig vezető stílusirányzat volt és amely az ipari formatervezés és az ergonómia eredményeinek elterjesztésével elérhető áron, korszerű árukhoz kívánta juttatni a kisembert is.

## A műszaki fejlődés és a popzene globalizációja
A 20. században folyamatos volt a fejlődés a hangrögzítés terén. A hanglemez, a fonográf megjelenése és elterjedése a rádió korszakában már a távol levő előadó zenéjének határokon túli terjesztését is lehetővé tette.
A hanglemezek fejlődése lehetővé tette, hogy 3-4 perc helyett akár másfél órai zenei anyagot is rögzítsenek. A magnetofon volt az első eszköz, amely lehetővé tette a rádióban elhangzott zene másolását, a hanglemez megvásárlása nélkül (ezt a kazettás magnetofon még praktikusabbá tette). A televíziózás is segítette a zene terjedését. Mindez az 1950-es évek végére a zene globalizációjához vezetett, vagyis az újonnan alkotott zeneszámok szinte azonnal elérhetővé váltak a világ nagy részében. A 2005-ös alapítású YouTube videómegosztó webhely, és a 2006-os alapítású Spotify zene-streamelő szolgáltatás teljesen átalakította a zeneipart, mivel egyre gyakoribbá válik, hogy a zenei előadók már az új albumaik megjelenése előtt közvetlenül publikálják dalaikat ezeken a webhelyeken.

## A popzene és a klasszikus zene
A felsorolt műszaki vívmányok a klasszikus zene (komolyzene) terjedése számára ugyanúgy kedvezőek voltak, mint a szórakoztató célú zene számára. A nagyközönség azonban a szórakoztató zenét szélesebb körben igényelte és a marketing is ezt a zenét célozta meg.

## A popzene a vasfüggöny korszakában
A jaltai világrend Európában mind jobban szétválasztotta az országok fejlődését. A vázolt műszaki lehetőségek az Elbától keletre csak az 1950-es évek végétől javultak.
A békés egymás mellett élés meghirdetése – bár országonként különböző mértékben – teret engedett a „nyugati” zenének a keleti blokk országaiban is. Az Aczél György-féle TTT kultúrpolitika „tiltjuk” kategóriájából lassanként „tűrjük” kategória lett Magyarországon is. 1956 után a Szabad Európa Rádió keletre irányuló adásaiból és a Radio Luxembourg adásaiból egyre több akkori popzenét lehetett megismerni. Ám mivel az adásokat műszaki eszközökkel zavarták, ez sokáig lehetetlenné tette a jó minőségű magnófelvételek készítését. Jellemző, hogy a Magyar Rádiónak az 1960-as években megindított adása, Komjáthy György műsora, a „Csak fiataloknak!” címet viselte ami később – többek között – Ambrus Kyri által vezetett „Magnósok, figyelem!” műsorral is bővült.
Az 1960-as évek elejének bizonyos fokú enyhülése közepette a vasfüggöny mögött is megalakultak és egyre népszerűbbekké váltak a hivatalosan táncdalnak vagy tánczenének nevezett stílust játszó együttesek. A klasszikus triók közé tartoznak: Koncz Zsuzsa, Kovács Kati, Zalatnay Sarolta, illetve az Illés-együttes, a Metro és az Omega, amelyet jellemző módon nyugati koncertjeiken Omega Red Star néven hirdettek. Ezek a könnyűzenei formációk többnyire a korabeli divatos beatzenét hozták Magyarországra. Számukra a Magyar Televízióban 1962-ben indított Ki mit tud?, és az 1966-tól indult Táncdalfesztivál című műsor jelentette az ismertté válás egyetlen lehetőségét. A szórakoztató vagy kereskedelmi célú konkrét popzene az 1970-es évek végén kezdődött diszkókorszakkal együtt terjedt el, majd az 1980-as évek szintipop világában teljesedett ki.